# Kościół Najświętszej Marii Panny Wniebowziętej w Śremie
Kościół Najświętszej Marii Panny Wniebowziętej w Śremie, zwyczajowo określany jako kościół farny – najstarszy zachowany kościół w Śremie, położony w prawobrzeżnej części miasta, wybudowany w stylu gotyckim, z barokowym i późniejszym wyposażeniem. Kościół jest główną świątynią parafii pw. Najświętszej Marii Panny Wniebowziętej w Śremie.

## Historia

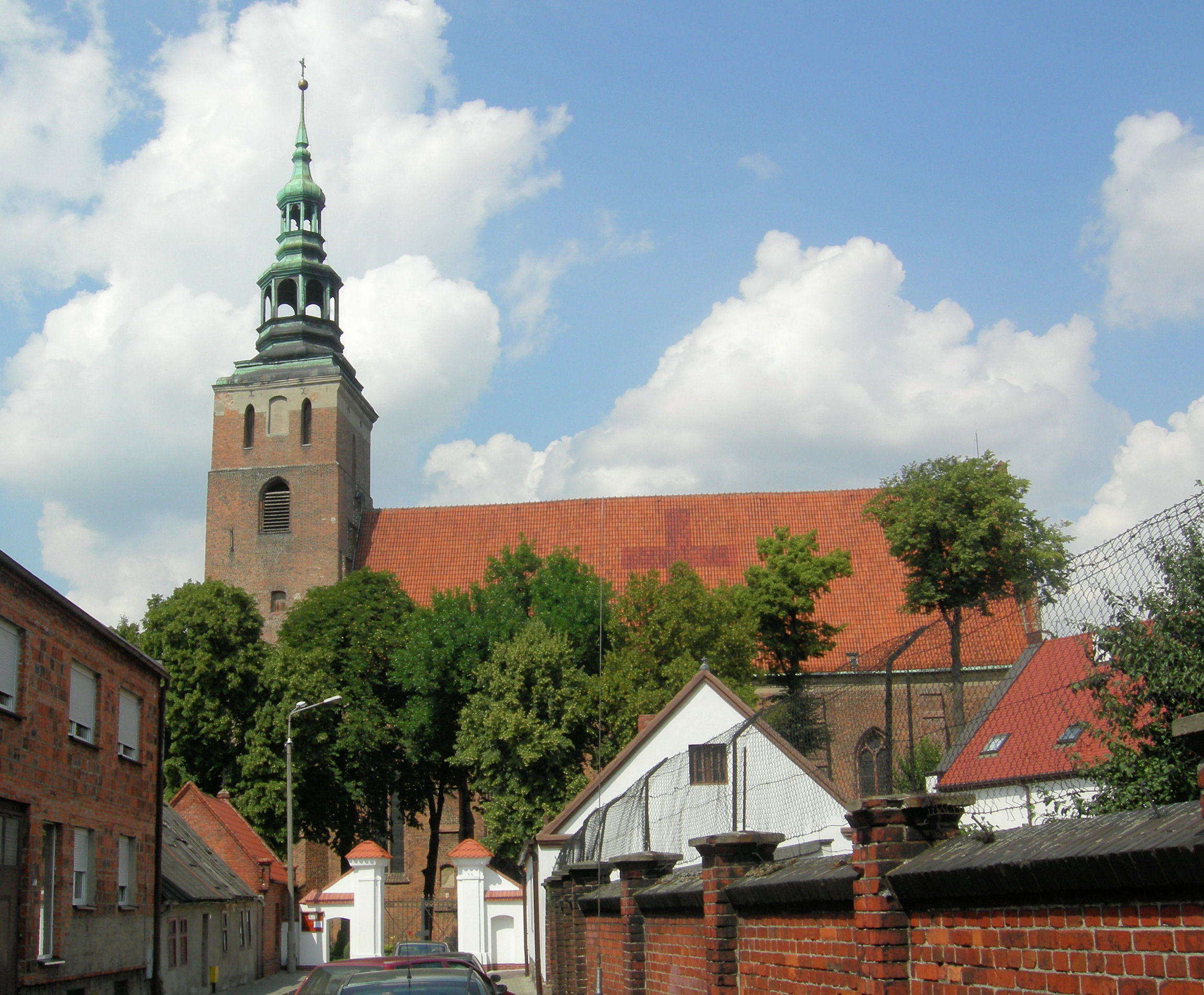
Widok kościoła NMP Wniebowziętej od ul. Wawrzyniaka

Dokładna data powstania kościoła nie jest znana, wiadomo jednak, że nie był on pierwszą świątynią w mieście. Wcześniej na lewym brzegu Warty (na którym pierwotnie w 1253 r. lokowano Śrem), w okolicach obecnej wieży ciśnień, znajdował się kościół pw. św. Mikołaja, wzmiankowany w 1298 r., obecnie nieistniejący (z powodu złego stanu technicznego został ostatecznie rozebrany na początku XIX wieku).
Obecny kościół farny wybudowano prawdopodobnie po powtórnej lokacji miasta (tym razem na prawym brzegu Warty), która miała miejsce w 1393 r. Na podstawie zachowanych źródeł wiadomo, że w 1421 mieszczanie ufundowali jeden z ołtarzy, w 1504 r. powstała jedna z kaplic, ufundowana przez cech rzeźników (obecnie zakrystia) a w XVI wieku dobudowano kilkukondygnacyjną wieżę zakończoną dwupoziomową, ośmioboczną latarnią i wczesnobarokową iglicą. W 1627 r. powstała druga kaplica z kryptą Chłapowskich i Raczyńskich pod posadzką. Później zasadnicza bryła kościoła pozostawała niezmieniona, zmianom ulegało jedynie jego wyposażenie, obecnie kościół ma wyposażenie barokowe i późniejsze. W nowszych czasach najważniejszą zmianą było zastąpienie dawnego XVIII-wiecznego ołtarza nowym w stylu późnego baroku, co nastąpiło w 1892 r. Do większych zmian w wyposażeniu wnętrza doszło również podczas przebudowy w 1950 r. i później, na skutek dostosowania prezbiterium do wymogów liturgii posoborowej (po II Soborze Watykańskim).

## Architektura

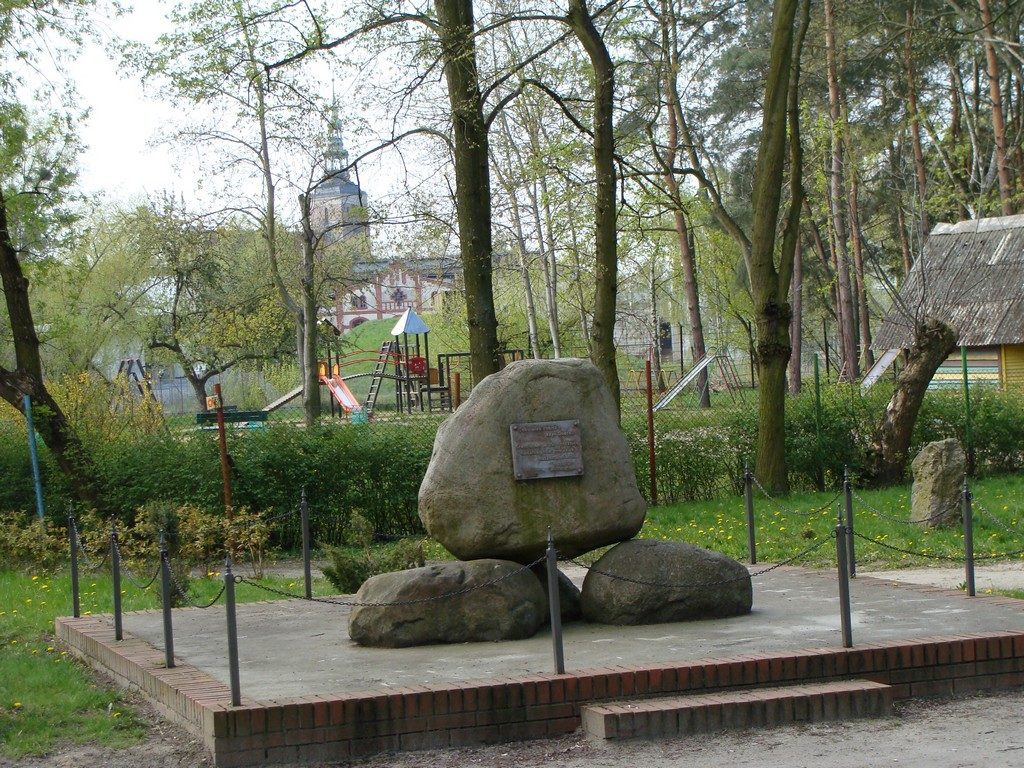
Widok na wieżę kościoła NMP Wniebowziętej z Parku Powstańców Wielkopolskich w Śremie

Kościół farny w Śremie jest budowlą późnogotycką, orientowaną, murowaną z cegieł w układzie polskim z użyciem cegły glazurowanej. Jego długość wynosi 45 m, a szerokość 12 m. Jest kościołem jednonawowym, zakończonym od wschodniej strony prostokątnym prezbiterium o szerokości równej nawie.
Po przeciwnej stronie budynku kościoła (od zachodu) przylega do niego wielokondygnacyjna prostokątna wieża o wysokości 62 m, dobudowana w XVI wieku, później nakryta wczesnobarokowym, miedzianym hełmem. Hełm w swojej głównej części składa się z dwupoziomowej, ośmiobocznej latarni z iglicą, kulą i krzyżem, która wieńczy murowaną część wieży. Na wieży zawieszone są trzy dzwony: świętych Michała, Dominika i Kazimierza, pochodzące z 1533, 1749 i 1957 r.
Od strony północnej znajdują się późnogotyckie zakrystia i kaplica, a od strony południowej dodatkowe (obecnie zazwyczaj używane przez wiernych jako główne) wejście do kościoła, przebite dopiero w latach 50. wieku (pierwotne wejście główne znajduje się pod wieżą).
Cały budynek otoczony jest wielouskokowymi skarpami (przyporami), które wzmacniają jego mury. Od strony wschodniej zachował się widoczny szczyt późnogotycki – kilkukondygnacyjny, schodkowy, ozdobiony tynkowanymi płycinami w obramieniach z profilowanej cegły, okrągłymi przeźroczami i sterczynami. W elewacji wschodniej znajdują się również dwie duże ostrołukowe blendy o dwuuskokowych ościeżach; środkowe okno pomiędzy nimi jest zbarokizowane.
Elewacja zachodnia pierwotnie była ukształtowana w podobny sposób jak wschodnia, obecnie szczyt od strony zachodniej jest jednak niewidoczny, ponieważ został ukryty w wieży. W środkowym oknie od tej strony (obecnie zamurowanym) widać ślady laskowania. Okna od południa są przymurowane, z nowymi laskowaniami z cegły. W ścianie północnej widać dwie wnęki zamknięte łukami półpełnymi.
Świątynia jest przykryta dachem dwuspadowym o jednej kalenicy; więźba dachowa nad prezbiterium jest późnogotycka, nad nawą barokowa.

## Wnętrze kościoła
Większą część świątyni (prezbiterium i nawę) przykrywa sklepienie gwiaździste z XV/XVI wieku. Ciężar sklepienia we wnętrzu kościoła jest przenoszony na płaskie lizeny (do 1950 r. w miejscu lizen znajdowały się wsporniki), a na zewnątrz budynku na wielouskokowe szkarpy. Zarówno w prezbiterium jak i nawie powierzchnia sklepienia jest podzielona na trzy przęsła. W zakrystii i kruchcie (pod wieżą) występuje sklepienie krzyżowe.

### Prezbiterium

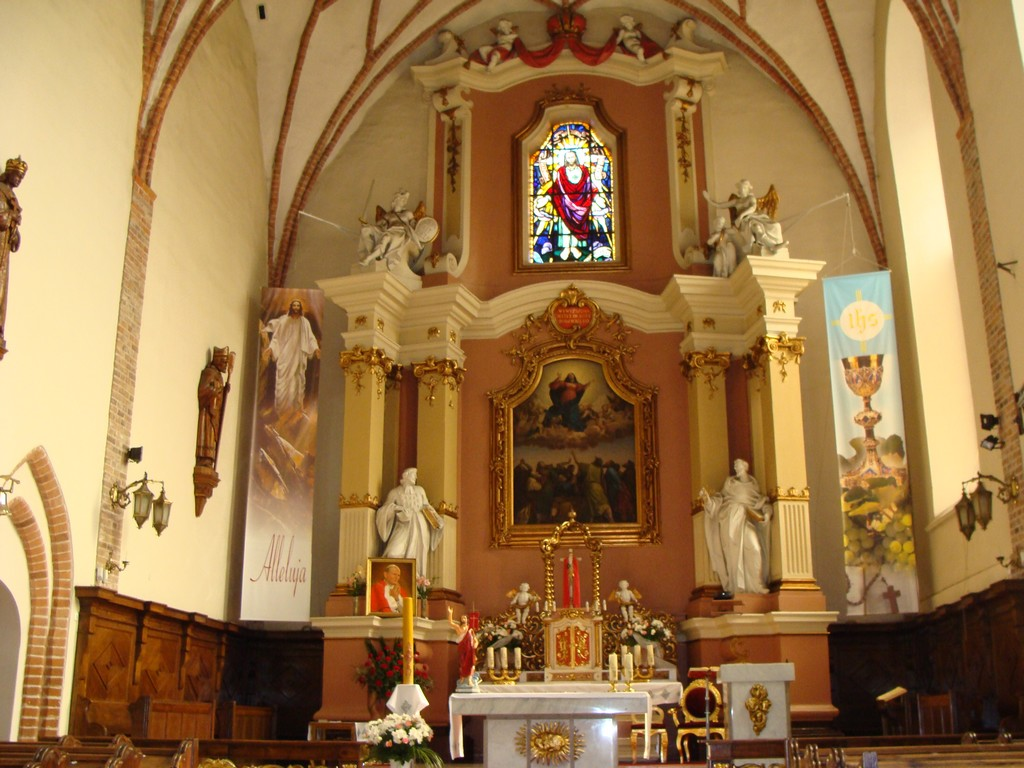
Ołtarz główny

Ołtarz główny w prezbiterium został zbudowany w stylu późnobarokowym w 1892 r. (wcześniejszy ołtarz pochodził z XVIII wieku), pewne zmiany niektórych jego elementów (wokół tabernakulum) wprowadzono w 1950 r. Po obu stronach mensy (płyty ołtarzowej) stoją po dwie kolumny, zakończone głowicami i przyozdobione ornamentem roślinnym. Na kolumnach stoją posągi aniołów: św. Michała z tarczą z napisem „Quis ut Deus” (z lewej strony) i św. Rafała z młodzieńcem u boku (z prawej strony). Głowice kolumn połączone są łukiem – fryzem. W centrum ołtarza znajduje się kopia obrazu Tycjana z 1518 r. z weneckiego kościoła Santa Maria Gloriosa dei Frari, przedstawiającego wniebowzięcie Najświętszej Marii Panny (patronki kościoła). Nad obrazem znajduje się kartusz z napisem „Wywyższona Jesteś Święta Boża Rodzicielko”. Przed kolumnami stoją posągi prawdopodobnie św. Piotra i Pawła. W górnej kondygnacji ołtarza znajdują się dwa pilastry, pomiędzy nimi okno witrażowe z przedstawieniem Serca Pana Jezusa, całość wieńczy rubinowa korona z szarfami, podtrzymywanymi przez dwa aniołki.
W związku z reformą liturgii po II Soborze Watykańskim ołtarz główny już nie pełni swojej funkcji liturgicznej. W 1972 r. prezbiterium przystosowano do liturgii posoborowej i ustawiono nowy ołtarz, ufundowany przez ks. Kazimierza Łaszewskiego. Obecny marmurowy ołtarz pochodzi z 1998 r. Ustawiono go podczas przebudowy prezbiterium i wymiany posadzki z drewnianej na marmurową.
Kościół posiada też dwa wyrzeźbione z drewna ołtarze boczne. Chociaż oba są w stylu barokowym, zbudowano i ustawiono je dopiero w 1950 r., po usunięciu wcześniejszych ołtarzy murowanych. W ołtarzu z prawej strony znajduje się późnorenesansowy obraz przedstawiający Adorację Matki Bożej przez świętych Wojciecha i Stanisława z ok. 1620 r., prawdopodobnie pędzla Andrzeja Stussa, od lat 70. częściowo przykryty barokową sukienką. W ołtarzu z lewej strony znajduje się obraz przedstawiający Trójcę Świętą z pierwszej połowy XVII wieku.

### Nawa

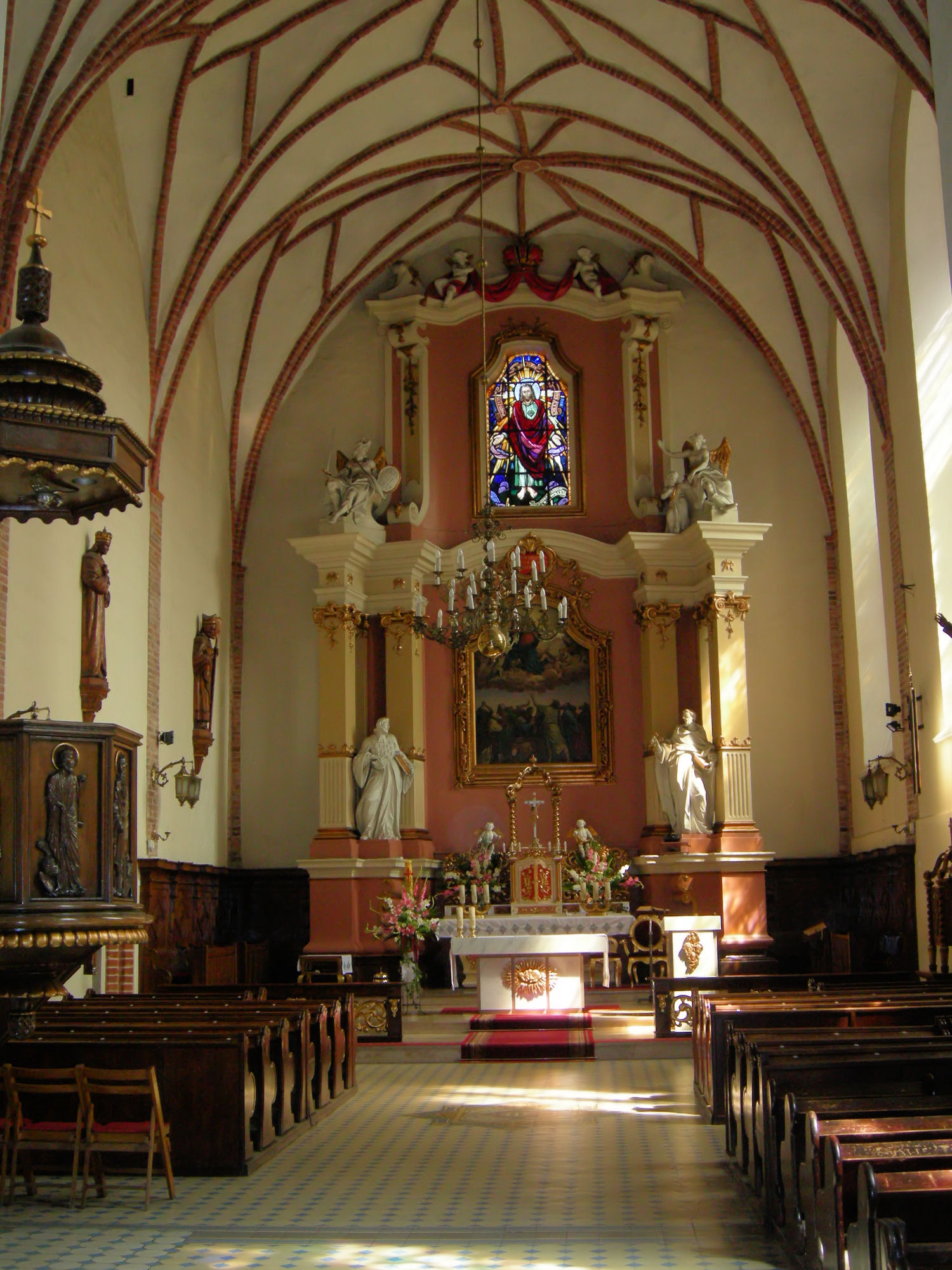
Wnętrze kościoła

Na belce tęczowej, w połowie długości kościoła, stoi barokowy krucyfiks z postacią ukrzyżowanego Chrystusa z I połowy XVIII wieku. Pod belką tęczową znajduje się drewniana zabytkowa ambona z rzeźbami czterech ewangelistów, która, podobnie jak zabytkowy ołtarz główny, już nie pełni swojej funkcji (nową, marmurową ambonę ustawiono przy nowym, posoborowym ołtarzu w 1998 r.).
Na ścianie północnej nawy, w miejscu dawnych, zamurowanych okien, znajdują się rzeźby patronów Polski: św. Wojciecha, św. Stanisława i św. Kazimierza, patrona rolników św. Izydora i św. Zygmunta męczennika, wszystkie dłuta Józefa Berdyszaka, wykonane w 1950 r. Autorstwa Józefa Berdyszaka jest również drewniana chrzcielnica ze scenami chrztu w pobliżu prezbiterium oraz stacje drogi krzyżowej, zawieszone po obu stronach nawy.
W ścianie południowej świątyni znajdują się wysokie gotyckie okna ostrołukowe, przebudowane w latach 30. XX i ozdobione wówczas nowymi laskowaniami i maswerkami. Okna te są wypełnione gotyckimi motywami dekoracyjnymi oraz witrażami przedstawiającymi św. Stanisława Biskupa (patrona Polski), św. Leona Wielkiego (papieża) oraz św. Leonarda (patrona misji ludowych).

### Chór muzyczny i organy
Zachodnia część nawy jest zakończona chórem muzycznym z prospektem organowym. Pod chórem stoją dwa barokowe konfesjonały z końca XVIII wieku (trzeci, w tym samym stylu, jest w kruchcie pod wieżą) oraz klasycystyczna chrzcielnica. W miejscu tym znajduje się też jeden z cenniejszych zabytków wyposażenia kościoła: manierystyczny nagrobek z piaskowca Jerzego Jączyńskiego, podstarościego śremskiego, z datą śmierci 1597 r. Zmarły jest przedstawiony w zbroi rycerskiej, w pozycji leżącej.
Dwumanuałowe 29-głosowe organy o neoromantycznym brzmieniu zostały zbudowane przez firmę Dominika Biernackiego z Włocławka w 1929 r. (w 1999 r. zostały wyremontowane). Z okazji ich oddania do użytku w śremskim kościele odbył się recital kompozytora Feliksa Nowowiejskiego, który wówczas, w okresie międzywojennym, mieszkał w Poznaniu.
Dyspozycja instrumentu:
| Manuał I        | Manuał II             | Pedał           |
| --------------- | --------------------- | --------------- |
| 1. Bourdon 16   | 1. Kwintaton 16       | 1. Puzon 16     |
| 2. Pryncypał 8  | 2. Klarnet 8          | 2. Kontrabas 16 |
| 3. Gamba 8      | 3. Obój 8             | 3. Subbas 16    |
| 4. Waltornia 8  | 4. Prync. Skrz. 8     | 4. Harmbas 16   |
| 5. Salicet 8    | 5. KoncertFlet 8      | 5. Prync. bas 8 |
| 6. Flet 8       | 6. Aeolina 8          | 6. Fletbas 8    |
| 7. Flet 4       | 7. Vox coelestis 8    |                 |
| 8. Oktawa 4     | 8. Trawers Flet 4     |                 |
| 9. Kornet 4ch   | 9. Wiola 4            |                 |
| 10. Mixtura 4ch | 10. Pikolo 2          |                 |
| 11. Trompet 8   | 11. Sesqui Altera 2ch |                 |
|                 | 12. Progresja 2ch     |                 |

### Kaplice
Kościół farny w Śremie posiada obecnie tylko jedną kaplicę – św. Józefa – dobudowaną do ściany północnej kościoła, w jego zachodniej części. Kaplica została zbudowana w 1627 r. i zawiera między innymi kryptę rodziny Chłapowskich i Raczyńskich (właścicieli pobliskiego Niesłabina). W kaplicy znajduje się ołtarz z obrazem św. Teresy od Dzieciątka Jezus; ściany są przyozdobione wykonanymi techniką sgraffito freskami autorstwa Jana Berdyszaka z 1955 r., przedstawiającymi sceny z życia Jezusa, Maryi i Józefa.
Kościół miał też drugą kaplicę (zbudowaną w 1504 r.), obecnie spełnia ona jednak funkcję zakrystii. Z prezbiterium prowadzą do niej zabytkowe drzwi z kutego żelaza z XVI wieku.

## Otoczenie kościoła
Na ścianach zewnętrznych kościoła wmurowano pięć tablic epitafijnych, poświęconych pamięci księży pracujących w parafii, m.in. Piotra Wawrzyniaka, działacza narodowego, zasłużonego w walce o zachowanie polskości w zaborze pruskim, który w śremskiej farze przez ponad 20 lat był wikarym. Inna z tablic poświęcona jest Pawłowi Betnerowiczowi, przeorowi klasztoru cystersów w Wągrowcu, zmarłemu w 1810 r.
Na cmentarzu przykościelnym znajduje się m.in. grób Pauli Wężykówny, wielkopolskiej pisarki dla dzieci (zmarłej w Śremie w 1963 r.), a także wspólna mogiła ofiar egzekucji, przeprowadzonej przez Niemców 20 października 1939 r. w Śremie i 8 listopada 1939 r. w Zbrudzewie.